# Medlovice (district de Vyškov)
Pour les articles homonymes, voir Medlovice.
Medlovice (en allemand : Medlowitz) est une commune du district de Vyškov, dans la région de Moravie-du-Sud, en République tchèque. Sa population s'élevait à 682 habitants en 2019.

## Géographie
Medlovicese trouve à 8 km à l'est de Vyškov, à 37 km à l'est-nord-est de Brno et à 212 km au sud-est de Prague.
La commune est limitée par Ivanovice na Hané au nord, par Švábenice à l'est, par Moravské Málkovice au sud et au sud-ouest, et par Rybníček et Hoštice-Heroltice à l'ouest.

## Histoire
La première mention écrite du village date de 1390.